# HERO (Mr.Childrenの曲)
『HERO』（ヒーロー）は、日本のバンド・Mr.Childrenの24枚目のシングル。2002年12月11日にトイズファクトリーより発売された。

## 概要
初回限定盤と通常盤の2形態で発売。初回限定盤は飛び出す絵本のような仕様となっている。桜井和寿が小脳梗塞から復帰した後に発売された、前作から約5か月ぶりのシングル。アートディレクターは信藤三雄。

## チャート成績
オリコンチャートで32週チャートインするロングヒットとなった。2003年度のオリコン年間シングルランキングで9位にランクインし、13thシングル『Everything (It's you)』以来6年ぶりに年間TOP10入りを果たした。Mr.Childrenはこの年から6年連続でシングル年間TOP10入りを果たしている。初週31.5万枚、累計売上は55.3万枚。

## 収録曲
| 全作詞・作曲: 桜井和寿、全編曲: 小林武史 & Mr.Children。 |                  |          |            |      |
| #                                                        | タイトル         | 作詞     | 作曲・編曲 | 時間 |
| 1.                                                       | 「HERO」         | 桜井和寿 | 桜井和寿   | 5:41 |
| 2.                                                       | 「空風の帰り道」 | 桜井和寿 | 桜井和寿   | 4:08 |
| 合計時間:                                                | 合計時間:        | 9:49     |            |      |

## 楽曲解説
1. HERO
  - NTTドコモ『NTT DoCoMo Group 10th Anniversary』キャンペーンCMソング[1]。
  - アメリカ同時多発テロ事件の際にアメリカ独特のヒロイズムに疑問を抱いた桜井和寿が、「子供を公園で遊ばせているお父さんやお母さんのほうが、その子にとってのヒーローなんじゃないか?」と感じたことから生まれた楽曲[2]。親の目線で書いたという[3]。
  - 10thアルバム『IT'S A WONDERFUL WORLD』制作時には存在していた。桜井は「『IT'S A WONDERFUL WORLD』はなるべく歌い手の顔が見えないアルバムにしたいなと思っていたんですよ。リスナーがそれぞれ、自分を投影できる曲の集まりにしたかった。そういう意味でいうと、『HERO』はすごく歌い手の顔が見える曲なので、前のアルバムには入れないほうがいいだろうなと。」と語っている[4]。
  - ラスサビ前の「残酷に過ぎる〈中略〉嬉しい 愛しい」の部分のみ、桜井が小脳梗塞発症後に書かれたものである[5]。
  - レコーディングは活動休止中の9月中旬に行われた。桜井は「自分のコンディションがよかったこともあって、ぜひレコーディングしたいって言いました。それでスッキリしたいという気持ちもあったし、どうしても今年中に出したいとも思ってましたから。それに、こういう病気になったことで〈中略〉リスナーの方や一般の人たちは僕の病気のことと重ねて聴くだろうな、と。だったらそれはそれで逆に出しちゃった方がより重みを持つんじゃないか、という読みもあった。」と述べている[6]。小林武史は「桜井はまだサビを張って歌うのはムリだっていうんで、ファルセットでやって、1番2番、それがすごく良くて、でも最後の最後で地声でサビを歌った。その時、僕もう、心をワシづかみにされた。」とコメントしている[7]。
  - ミュージック・ビデオはMr.Childrenでは初のクレイアニメで制作された。監督はアニメーション作家の村田朋泰。『SPACE SHOWER Music Video Awards 03』で「BEST ANIMATION VIDEO」を受賞し、本楽曲を披露した。2003年3月26日発売のライブ・ビデオ『wonederful world on DEC 21』、2012年5月10日発売のベスト・アルバム『Mr.Children 2001-2005 <micro>』の初回限定盤、2018年3月21日発売のライブ・ビデオ『Mr.Children DOME & STADIUM TOUR 2017 Thanksgiving 25』に収録されている。
  - 2024年7月、漫画『ONE PIECE』の109巻発売記念でスペシャルコラボムービー＜『ONE PIECE』×Mr.Children「HERO」～きみの味方～＞が公開された[8]。本バンドが『ONE PIECE』とコラボしたのは2009年に「fanfare」が『ONE PIECE FILM STRONG WORLD』の主題歌となって以来である。
2. 空風の帰り道
  - 桜井が療養中に書いた楽曲[9]。
  - 彼女と一緒にいる時間が追い風で短縮され、独りきりの帰りが向かい風で長く感じる、という構成になっている。桜井は高校時代に当時の彼女を送って帰る情景を思い浮かべながら歌詞を書いたという[10]。
  - 桜井は「今の自分たちに感謝する気持ちというのがたくさん繋がっていけば、悲しい事件も減るかもしれないと思うんです。まあ、そこまで深く考えたわけじゃないけども、そういう想いも自然に込めて書いた曲だと思います。」と語っている[9]。
  - ライブでは、野外音楽イベント『ap bank fes '07』で初めて演奏された。
  - 11thアルバム『シフクノオト』にも収録された。この曲以降、カップリング曲がオリジナルアルバムに収録されるのは2007年発売の31stシングル『旅立ちの唄』のカップリング曲である「羊、吠える」まで途切れることとなる。

## テレビ出演
病気から復帰したばかりだったためリリース当時はテレビ番組で披露されなかったが、後に2008年の『FNS歌謡祭』でバンドとして初めて演奏された。
| 番組名               | 日付           | 放送局     | 演奏曲                       |
| -------------------- | -------------- | ---------- | ---------------------------- |
| クリスマスの約束2003 | 2003年12月25日 | TBS        | HERO タガタメ 言葉にできない |
| 2008 FNS歌謡祭       | 2008年12月3日  | フジテレビ | HERO HANABI                  |

## ライブ映像作品
| 曲名         | 作品名                                             |
| ------------ | -------------------------------------------------- |
| HERO         | wonederful world on DEC 21                         |
| HERO         | Mr.Children Tour 2004 シフクノオト                 |
| HERO         | ap bank fes '06                                    |
| HERO         | Mr.Children HOME TOUR 2007 -in the field-          |
| HERO         | Mr.Children Tour 2011 SENSE                        |
| HERO         | Mr.Children STADIUM TOUR 2011 SENSE -in the field- |
| HERO         | Mr.Children [(an imitation) blood orange] Tour     |
| 空風の帰り道 | ap bank fes '07                                    |

## 収録アルバム
- 『シフクノオト』 (#1, #2)
- 『Mr.Children 2001-2005 <micro>』 (#1)
- 『Mr.Children 1992-2002 Thanksgiving 25』 (#1)
- 『Mr.Children 2015-2021 & NOW』（#1）(Liveバージョン)

## カバー
- HERO
  - Bank Band（セルフカバー。カバーアルバム『沿志奏逢』収録。）
  - 小田和正（『クリスマスの約束2002』で本作が披露された。本作の発売は12月11日だが、番組収録は12月8日であるため、発売前の披露となった。）